# Newport County (Rhode Island)
Newport County is een van de 5 county's in de Amerikaanse staat Rhode Island.
De county heeft een landoppervlakte van 269 km² en telt 85.433 inwoners (volkstelling 2000). De hoofdplaats is Newport.
Bristol · Kent · Newport · Providence · Washington